# Lichtend schorssteeltje
Lichtend schorssteeltje (Chaenotheca furfuracea) is een soort uit het geslacht schorssteeltje (Chaenotheca). Het leeft in symbiose met de alg Stichococcus. Het komt voor in bossen op bomen. De soort groeit voornamelijk op beuken en eiken, en op boomwortels van sparren.

## Determinatie
Het korstmos is meelachtig en felgroen.  De onderkant van de thallus bevat schimmeldraden die kristallen dragen, waardoor de textuur zacht aanvoelt. Het prothallus is soms zichtbaar en bestaat uit los georganiseerde witte schimmeldraden. De apotheciën komen zelden voor, maar zijn in grotere aantallen aanwezig wanneer ze zich ontwikkelen. Ze zijn slank en bedekt met een geelgroene pruina, terwijl de onderkant zwart is. Het thallus heeft geen kleurreacties: K-, C-, KC-, P-.
De asci worden gevormd in ketens, vaak onregelmatig en meten 12–15 × 2–3 µm. De ascosporen zijn eenrijige in de asci, hyaliene of lichtgeel, sferisch, 2,5–3 µm in diameter, met een zeer fijne ornamentatie van kleine bultjes die moeilijk zichtbaar zijn in de lichtmicroscoop.

## Verspreiding
Lichtend schorssteeltje geeft de voorkeur aan klimaten met een hoge luchtvochtigheid en lage lichtintensiteit. Het komt voor in Europese landen zoals België, Luxemburg en Zwitserland. In Nederland komt het zeer zeldzaam voor. Het staat op de rode lijst in de categorie 'gevoelig'.

## Fotogalerij

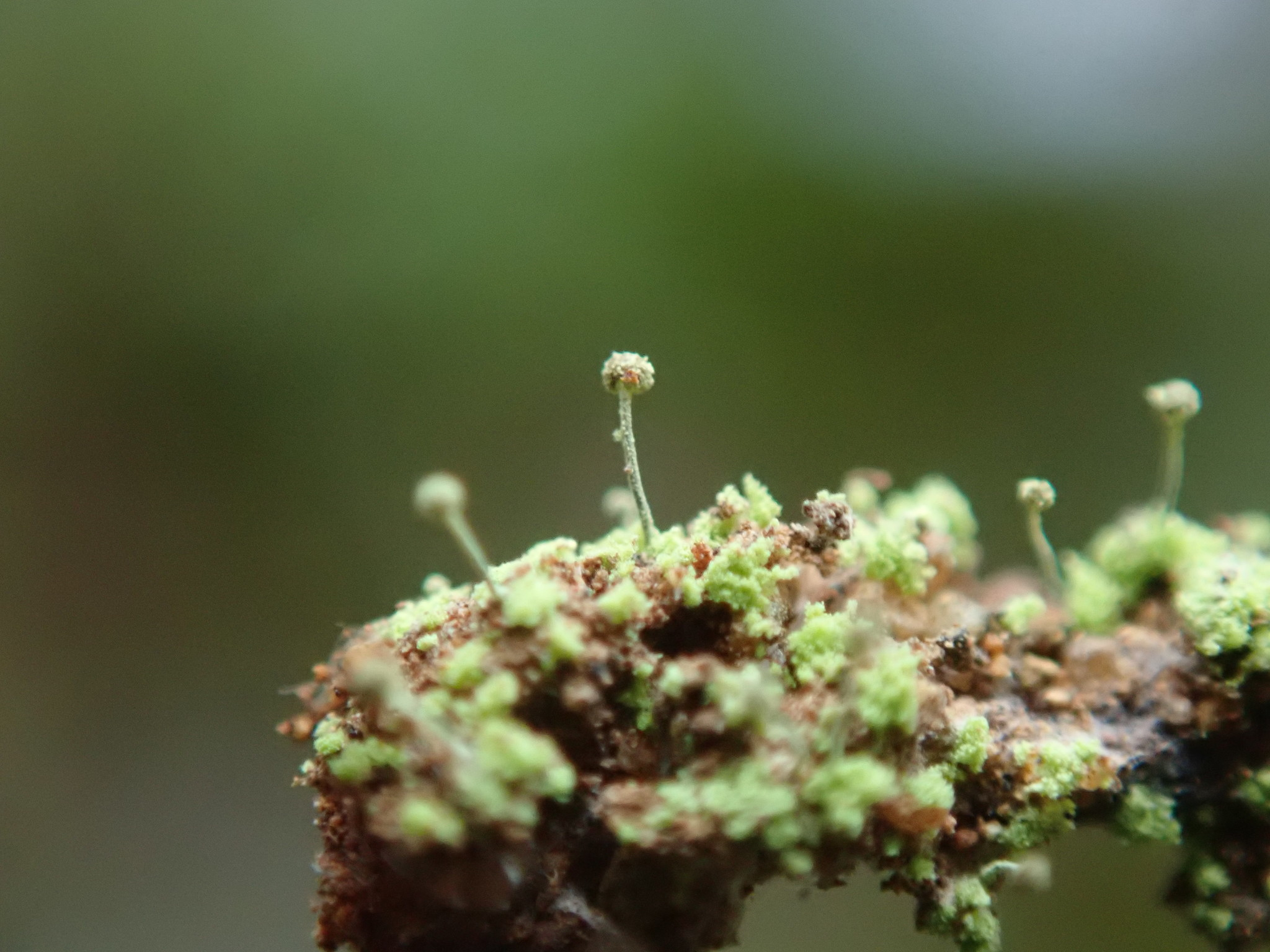
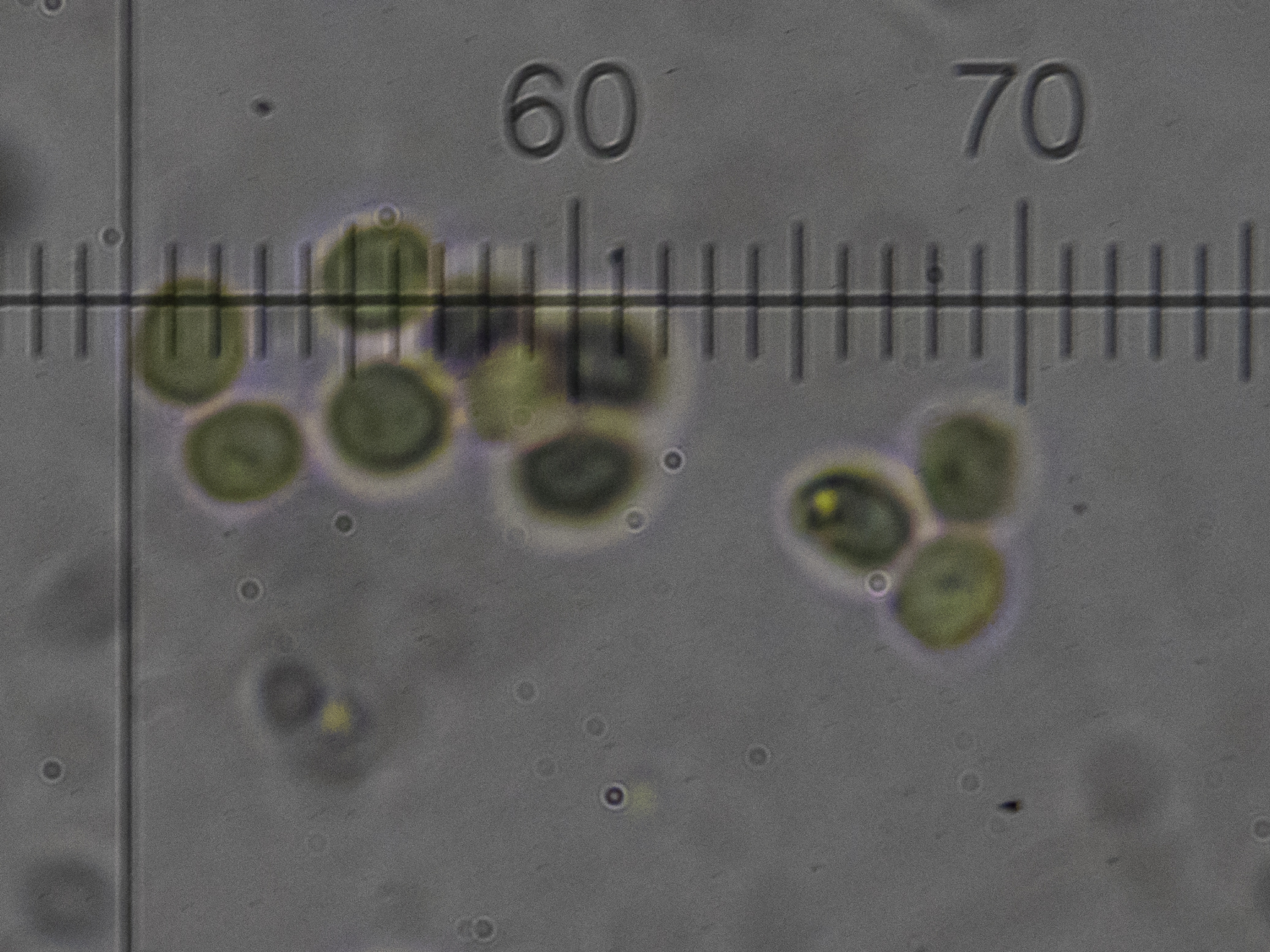
Sporen